# 1874 en Colombie-Britannique
Chronologie de la Colombie-Britannique
- 1870
- 1871
- 1872
- 1873
- 1874
- 1875
- 1876
- 1877
- 1878

Cette page concerne des événements qui se sont produits durant l'année 1874 dans la province canadienne de Colombie-Britannique.

## Politique

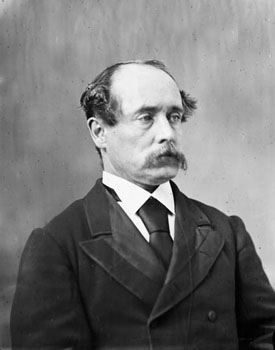
George Anthony Walkem

- Premier ministre : Amor De Cosmos puis George Anthony Walkem.
- Lieutenant-gouverneur : Joseph Trutch
- Législature : 1re

## Événements
- 22 janvier : le Parti libéral d'Alexander Mackenzie remporte l'élection générale avec 129 députés élus contre 65 pour les conservateurs (y compris 26 libéral-conservateurs) de John A. Macdonald, 5 libéral indépendants 4 députés indépendants et 3 conservateur indépendants. En Colombie-Britannique, le résultat est de 3 libéraux, 2 conservateurs (y compris 1 libéral-conservateur) et 1 libéral indépendant.
- 11 février : le député de Cariboo George Anthony Walkem devient premier ministre de la Colombie-Britannique à la suite de la démission d'Amor De Cosmos qui est élu député libéral fédéral de Victoria lors de l'élection fédérale du mois dernier.
- 26 février : William Archibald Robertson et William Fraser Tolmie remportent l'élection partielle de Victoria à la suite des démissions de Arthur Bunster et d'Amor De Cosmos pour se présenter à l'élection fédérale.
- 2 mars : fin de la troisième session de la première législative de la Colombie-Britannique. La quatrième session ne s'ouvrira pas d'ici l'an prochain.
- 17 novembre : lors de l'élection partielle provinciale de Lillooet, William Brown est élu député à la suite de la démission de William Saul et Thomas Basil Humphreys est réélu député.